# كريستينا وايبورن
كريستينا وايبورن (بالسويدية: Kristina Wayborn)‏ هي متسابقة ملكة الجمال ومنافسة ألعاب قوى وعارضة وممثلة سويدية، ولدت في 24 سبتمبر 1950 في السويد.

## أعمال

### أفلام
- (1983) الأخطبوطي[4]

## وصلات خارجية
- كريستينا وايبورن على موقع IMDb (الإنجليزية)
- كريستينا وايبورن على موقع ألو سيني (الفرنسية)
- كريستينا وايبورن على موقع أول موفي (الإنجليزية)
- كريستينا وايبورن على موقع قاعدة بيانات الأفلام السويدية (السويدية)
- كريستينا وايبورن على موقع قاعدة بيانات الفيلم (الإنجليزية)
- كريستينا وايبورن على موقع كينوبويسك (الروسية)